# Gilpin Tramway
| Foto in einer Anzeige in The Mining Investor vom 15. Januar 1906 |                         |                                    |                                    |
| Lokomotivschuppen |                         |                                    |                                    |
| |                         |                                    |                                    |
| Streckenverlaufsskizze von 1905 |                         |                                    |                                    |
| Streckenlänge: | 26,46 Meilen = 42,58 km |                                    |                                    |
| Spurweite: | 610 mm (2-Fuß-Spur)     |                                    |                                    |
| Maximale Neigung: | 60 ‰                    |                                    |                                    |
| |                         |                                    |                                    |
| \| \| Meilen ab Denver \| \| \| \| \| 35.95 \| Black Hawk \| Black Hawk \| \| \| \| Abzweigung vom Dreischienengleis \| \| \| \| 35.43 \| Iron City Mill \| Iron City Mill \| \| \| 35.44 \| Randolph Mill \| Randolph Mill \| \| \| 35.51 \| New York Mill \| New York Mill \| \| \| 35.78 \| Rocky Mt. Concentrator \| Rocky Mt. Concentrator \| \| \| 36.23 \| Bobtail Mill \| Bobtail Mill \| \| \| 36.35 \| Polar Star Mill \| Polar Star Mill \| \| \| 36.53 \| C & S Transfer \| C & S Transfer \| \| \| 36.53 \| Mead Mill \| Mead Mill \| \| \| 36.73 \| Hidden Treasure Mill Spur No. 1 \| Hidden Treasure Mill Spur No. 1 \| \| \| 36.88 \| Warming House \| Warming House \| \| \| 36.95 \| Spitzkehre Nr. 1 \| Spitzkehre Nr. 1 \| \| \| 36.96 \| Round House \| Round House \| \| \| 36.97 \| Machine Shop \| Machine Shop \| \| \| 37.08 \| Clear Creek Wye \| Clear Creek Wye \| \| \| 37.31 \| Upper Fullerton Spur \| Upper Fullerton Spur \| \| \| 37.31 \| Martin Junction \| Martin Junction \| \| \| 37.77 \| Wheeler Mill (on Martin Extension) \| Wheeler Mill (on Martin Extension) \| \| \| 37.00 \| Hidden Treasure Mill Spur No. 2 \| Hidden Treasure Mill Spur No. 2 \| \| \| 38.56 \| Chase Gulch \| Chase Gulch \| \| \| 39.02 \| Freedom Mine Spur \| Freedom Mine Spur \| \| \| 40.01 \| Water Tank, Eureka Gulch \| Water Tank, Eureka Gulch \| \| \| 40.02 \| Buckley Mine Spur \| Buckley Mine Spur \| \| \| 40.31 \| Prosser Gulch \| Prosser Gulch \| \| \| 40.44 \| Gunnell Mine Spur No. 1 \| Gunnell Mine Spur No. 1 \| \| \| 40.49 \| East Whiting Spur \| East Whiting Spur \| \| \| 40.55 \| Gunnell Mine Spur No. 2 \| Gunnell Mine Spur No. 2 \| \| \| 40.56 \| Gunnell Hill Wye \| Gunnell Hill Wye \| \| \| 40.63 \| Gunnell Hill Siding \| Gunnell Hill Siding \| \| \| 40.74 \| Concrete Spitzkehre Nr. 1 \| Concrete Spitzkehre Nr. 1 \| \| \| 40.93 \| Whiting Mine Spur \| Whiting Mine Spur \| \| \| 40.95 \| Grand Army Sidings \| Grand Army Sidings \| \| \| 40.96 \| Concrete Spitzkehre Nr. 2 \| Concrete Spitzkehre Nr. 2 \| \| \| 41.01 \| Whiting Sidings \| Whiting Sidings \| \| \| 41.02 \| Grand Army Coal Siding \| Grand Army Coal Siding \| \| \| 41.23 \| Concrete Spitzkehre No. 3 \| Concrete Spitzkehre No. 3 \| \| \| 41.60 \| Concrete Mine \| Concrete Mine \| \| \| 41.69 \| Ende Concrete-Zweigstrecke \| Ende Concrete-Zweigstrecke \| \| \| 40.92 \| Avon Mine Spur \| Avon Mine Spur \| \| \| 40.99 \| Avon Mill Coal Track \| Avon Mill Coal Track \| \| \| 41.41 \| Pease-Kansas Branch Conn. \| Pease-Kansas Branch Conn. \| \| \| 41.63 \| Euglish Kansas Spur \| Euglish Kansas Spur \| \| \| 41.80 \| Pease-Kansas Ore Track \| Pease-Kansas Ore Track \| \| \| 41.90 \| Pease-Kansas Coal Track \| Pease-Kansas Coal Track \| \| \| 42.05 \| Fourth of July Siding \| Fourth of July Siding \| \| \| 42.09 \| End of Pease-Kansas Branch \| End of Pease-Kansas Branch \| \| \| 41.84 \| Phoenix-Burroughs Branch Conn. \| Phoenix-Burroughs Branch Conn. \| \| \| 42.20 \| Barnes Mine Spur \| Barnes Mine Spur \| \| \| 42.67 \| Phoenix Burroughs Ore Siding \| Phoenix Burroughs Ore Siding \| \| \| 42.74 \| Phoenix Burroughs Coal Siding \| Phoenix Burroughs Coal Siding \| \| \| 42.88 \| Ophir Mine Spur \| Ophir Mine Spur \| \| \| 42.91 \| End of Phoenix Burroughs Branch \| End of Phoenix Burroughs Branch \| \| \| 42.01 \| Gettysburgh Mine (Martin's) \| Gettysburgh Mine (Martin's) \| \| \| 42.13 \| Quartz Hill Branch Conn. \| Quartz Hill Branch Conn. \| \| \| 42.71 \| Quartz Hill Wye \| Quartz Hill Wye \| \| \| 42.92 \| Climax Mine Spur \| Climax Mine Spur \| \| \| 42.92 \| San Juan Mine \| San Juan Mine \| \| \| 42.97 \| Spitzkehre Nr. 1 \| Spitzkehre Nr. 1 \| \| \| 43.13 \| Gardner Mine Spur \| Gardner Mine Spur \| \| \| 43.14 \| Spitzkehre Nr. 2 \| Spitzkehre Nr. 2 \| \| \| 43.14 \| California Mine Spur \| California Mine Spur \| \| \| 44.14 \| Topeka Mine \| Topeka Mine \| \| \| 44.23 \| End of Quartz Hill Branch \| End of Quartz Hill Branch \| \| \| 42.17 \| Leavenworth Siding \| Leavenworth Siding \| \| \| 42.92 \| Wautoga Ore Tracks \| Wautoga Ore Tracks \| \| \| 42.96 \| Wautoga Coal Tracks \| Wautoga Coal Tracks \| \| \| 43.09 \| Russell Spur \| Russell Spur \| \| \| 43.17 \| Old Town Spur \| Old Town Spur \| \| \| 43.26 \| Saratoga Branch Conn. \| Saratoga Branch Conn. \| \| \| 43.44 \| Old Town Spur No. 2 \| Old Town Spur No. 2 \| \| \| 43.90 \| Twoton Spur \| Twoton Spur \| \| \| 43.93 \| Searles Spur \| Searles Spur \| \| \| 44.26 \| Waltham Spur \| Waltham Spur \| \| \| 44.45 \| Saratoga Siding No. 1 \| Saratoga Siding No. 1 \| \| \| 44.52 \| Saratoga Siding No. 2 \| Saratoga Siding No. 2 \| \| \| 44.52 \| Stub Spur \| Stub Spur \| \| \| 44.54 \| End of Saratoga Branch \| End of Saratoga Branch \| \| \| 43.85 \| Red Cloud Branch Conn. \| Red Cloud Branch Conn. \| \| \| 44.35 \| Frontenac \| Frontenac \| \| \| 44.45 \| Ende der Strecke[1] \| Ende der Strecke[1] \| |                         |                                    |                                    |
| | Meilen ab Denver        |                                    |                                    |
| Kopfbahnhof Streckenanfang (Strecke außer Betrieb) | 35.95                   | Black Hawk                         | Black Hawk                         |
| Abzweig geradeaus und nach links (Strecke außer Betrieb) · Strecke quer (außer Betrieb) · Abzweig geradeaus und von rechts (Strecke außer Betrieb) |                         | Abzweigung vom Dreischienengleis   | Abzweigung vom Dreischienengleis   |
| Strecke (außer Betrieb) · Haltepunkt / Haltestelle (Strecke außer Betrieb) | 35.43                   | Iron City Mill                     | Iron City Mill                     |
| Strecke (außer Betrieb) · Haltepunkt / Haltestelle (Strecke außer Betrieb) | 35.44                   | Randolph Mill                      | Randolph Mill                      |
| Strecke (außer Betrieb) · Haltepunkt / Haltestelle (Strecke außer Betrieb) | 35.51                   | New York Mill                      | New York Mill                      |
| Strecke (außer Betrieb) · Haltepunkt / Haltestelle (Strecke außer Betrieb) | 35.78                   | Rocky Mt. Concentrator             | Rocky Mt. Concentrator             |
| Strecke (außer Betrieb) · Haltepunkt / Haltestelle (Strecke außer Betrieb) | 36.23                   | Bobtail Mill                       | Bobtail Mill                       |
| Strecke (außer Betrieb) · Haltepunkt / Haltestelle Streckenende (Strecke außer Betrieb) | 36.35                   | Polar Star Mill                    | Polar Star Mill                    |
| Haltepunkt / Haltestelle (Strecke außer Betrieb) | 36.53                   | C & S Transfer                     | C & S Transfer                     |
| Haltepunkt / Haltestelle (Strecke außer Betrieb) | 36.53                   | Mead Mill                          | Mead Mill                          |
| Abzweig geradeaus und nach links (Strecke außer Betrieb) | 36.73                   | Hidden Treasure Mill Spur No. 1    | Hidden Treasure Mill Spur No. 1    |
| Haltepunkt / Haltestelle (Strecke außer Betrieb) | 36.88                   | Warming House                      | Warming House                      |
| Abzweig geradeaus und nach links (Strecke außer Betrieb) · Abzweig geradeaus, nach rechts und von links (Strecke außer Betrieb) · Strecke von rechts (außer Betrieb) | 36.95                   | Spitzkehre Nr. 1                   | Spitzkehre Nr. 1                   |
| Haltepunkt / Haltestelle (Strecke außer Betrieb) · Haltepunkt / Haltestelle (Strecke außer Betrieb) | 36.96                   | Round House                        | Round House                        |
| Strecke (außer Betrieb) · Haltepunkt / Haltestelle (Strecke außer Betrieb) | 36.97                   | Machine Shop                       | Machine Shop                       |
| Strecke (außer Betrieb) · Abzweig geradeaus, nach links und von links (Strecke außer Betrieb) | 37.08                   | Clear Creek Wye                    | Clear Creek Wye                    |
| Strecke (außer Betrieb) · Haltepunkt / Haltestelle (Strecke außer Betrieb) | 37.31                   | Upper Fullerton Spur               | Upper Fullerton Spur               |
| Strecke (außer Betrieb) · Abzweig geradeaus und nach links (Strecke außer Betrieb) | 37.31                   | Martin Junction                    | Martin Junction                    |
| Strecke (außer Betrieb) · Haltepunkt / Haltestelle Streckenende (Strecke außer Betrieb) | 37.77                   | Wheeler Mill (on Martin Extension) | Wheeler Mill (on Martin Extension) |
| Abzweig geradeaus und nach links (Strecke außer Betrieb) | 37.00                   | Hidden Treasure Mill Spur No. 2    | Hidden Treasure Mill Spur No. 2    |
| Haltepunkt / Haltestelle (Strecke außer Betrieb) | 38.56                   | Chase Gulch                        | Chase Gulch                        |
| Haltepunkt / Haltestelle (Strecke außer Betrieb) | 39.02                   | Freedom Mine Spur                  | Freedom Mine Spur                  |
| Haltepunkt / Haltestelle (Strecke außer Betrieb) | 40.01                   | Water Tank, Eureka Gulch           | Water Tank, Eureka Gulch           |
| Abzweig geradeaus und nach links (Strecke außer Betrieb) | 40.02                   | Buckley Mine Spur                  | Buckley Mine Spur                  |
| Haltepunkt / Haltestelle (Strecke außer Betrieb) | 40.31                   | Prosser Gulch                      | Prosser Gulch                      |
| Abzweig geradeaus und nach links (Strecke außer Betrieb) | 40.44                   | Gunnell Mine Spur No. 1            | Gunnell Mine Spur No. 1            |
| Abzweig geradeaus und nach links (Strecke außer Betrieb) | 40.49                   | East Whiting Spur                  | East Whiting Spur                  |
| Abzweig geradeaus und nach links (Strecke außer Betrieb) | 40.55                   | Gunnell Mine Spur No. 2            | Gunnell Mine Spur No. 2            |
| Abzweig geradeaus, nach links und von links (Strecke außer Betrieb) | 40.56                   | Gunnell Hill Wye                   | Gunnell Hill Wye                   |
| Bahnhof (Strecke außer Betrieb) | 40.63                   | Gunnell Hill Siding                | Gunnell Hill Siding                |
| Abzweig geradeaus und nach links (Strecke außer Betrieb) · Abzweig geradeaus, nach rechts und von links (Strecke außer Betrieb) · Strecke von rechts (außer Betrieb) | 40.74                   | Concrete Spitzkehre Nr. 1          | Concrete Spitzkehre Nr. 1          |
| Strecke (außer Betrieb) · Haltepunkt / Haltestelle (Strecke außer Betrieb) | 40.93                   | Whiting Mine Spur                  | Whiting Mine Spur                  |
| Strecke (außer Betrieb) · Haltepunkt / Haltestelle (Strecke außer Betrieb) | 40.95                   | Grand Army Sidings                 | Grand Army Sidings                 |
| Strecke (außer Betrieb) · Abzweig quer, nach rechts und von links (Strecke außer Betrieb) | 40.96                   | Concrete Spitzkehre Nr. 2          | Concrete Spitzkehre Nr. 2          |
| Strecke (außer Betrieb) · Haltepunkt / Haltestelle (Strecke außer Betrieb) | 41.01                   | Whiting Sidings                    | Whiting Sidings                    |
| Strecke (außer Betrieb) · Haltepunkt / Haltestelle (Strecke außer Betrieb) | 41.02                   | Grand Army Coal Siding             | Grand Army Coal Siding             |
| Strecke (außer Betrieb) · Abzweig quer, nach rechts und von links (Strecke außer Betrieb) | 41.23                   | Concrete Spitzkehre No. 3          | Concrete Spitzkehre No. 3          |
| Strecke (außer Betrieb) · Haltepunkt / Haltestelle (Strecke außer Betrieb) | 41.60                   | Concrete Mine                      | Concrete Mine                      |
| Strecke (außer Betrieb) · Haltepunkt / Haltestelle Streckenende (Strecke außer Betrieb) | 41.69                   | Ende Concrete-Zweigstrecke         | Ende Concrete-Zweigstrecke         |
| Abzweig geradeaus und nach links (Strecke außer Betrieb) | 40.92                   | Avon Mine Spur                     | Avon Mine Spur                     |
| Abzweig geradeaus und nach links (Strecke außer Betrieb) | 40.99                   | Avon Mill Coal Track               | Avon Mill Coal Track               |
| Abzweig geradeaus und nach links (Strecke außer Betrieb) · Strecke quer (außer Betrieb) · Strecke von rechts (außer Betrieb) | 41.41                   | Pease-Kansas Branch Conn.          | Pease-Kansas Branch Conn.          |
| Strecke (außer Betrieb) · Abzweig geradeaus und nach links (Strecke außer Betrieb) | 41.63                   | Euglish Kansas Spur                | Euglish Kansas Spur                |
| Strecke (außer Betrieb) · Abzweig geradeaus und nach links (Strecke außer Betrieb) | 41.80                   | Pease-Kansas Ore Track             | Pease-Kansas Ore Track             |
| Strecke (außer Betrieb) · Abzweig geradeaus und nach links (Strecke außer Betrieb) | 41.90                   | Pease-Kansas Coal Track            | Pease-Kansas Coal Track            |
| Strecke (außer Betrieb) · Bahnhof (Strecke außer Betrieb) | 42.05                   | Fourth of July Siding              | Fourth of July Siding              |
| Strecke (außer Betrieb) · Haltepunkt / Haltestelle Streckenende (Strecke außer Betrieb) | 42.09                   | End of Pease-Kansas Branch         | End of Pease-Kansas Branch         |
| Abzweig geradeaus und nach links (Strecke außer Betrieb) · Strecke quer (außer Betrieb) · Strecke von rechts (außer Betrieb) | 41.84                   | Phoenix-Burroughs Branch Conn.     | Phoenix-Burroughs Branch Conn.     |
| Strecke (außer Betrieb) · Abzweig geradeaus und nach links (Strecke außer Betrieb) | 42.20                   | Barnes Mine Spur                   | Barnes Mine Spur                   |
| Strecke (außer Betrieb) · Bahnhof (Strecke außer Betrieb) | 42.67                   | Phoenix Burroughs Ore Siding       | Phoenix Burroughs Ore Siding       |
| Strecke (außer Betrieb) · Bahnhof (Strecke außer Betrieb) | 42.74                   | Phoenix Burroughs Coal Siding      | Phoenix Burroughs Coal Siding      |
| Strecke (außer Betrieb) · Abzweig geradeaus und nach links (Strecke außer Betrieb) | 42.88                   | Ophir Mine Spur                    | Ophir Mine Spur                    |
| Strecke (außer Betrieb) · Haltepunkt / Haltestelle Streckenende (Strecke außer Betrieb) | 42.91                   | End of Phoenix Burroughs Branch    | End of Phoenix Burroughs Branch    |
| Haltepunkt / Haltestelle (Strecke außer Betrieb) | 42.01                   | Gettysburgh Mine (Martin's)        | Gettysburgh Mine (Martin's)        |
| Abzweig geradeaus und nach links (Strecke außer Betrieb) · Strecke quer (außer Betrieb) · Strecke von rechts (außer Betrieb) | 42.13                   | Quartz Hill Branch Conn.           | Quartz Hill Branch Conn.           |
| Strecke (außer Betrieb) · Abzweig geradeaus, nach links und von links (Strecke außer Betrieb) | 42.71                   | Quartz Hill Wye                    | Quartz Hill Wye                    |
| Strecke (außer Betrieb) · Abzweig geradeaus und nach links (Strecke außer Betrieb) | 42.92                   | Climax Mine Spur                   | Climax Mine Spur                   |
| Strecke (außer Betrieb) · Haltepunkt / Haltestelle (Strecke außer Betrieb) | 42.92                   | San Juan Mine                      | San Juan Mine                      |
| Strecke (außer Betrieb) · Abzweig geradeaus und nach links (Strecke außer Betrieb) | 42.97                   | Spitzkehre Nr. 1                   | Spitzkehre Nr. 1                   |
| Strecke (außer Betrieb) · Abzweig geradeaus und nach links (Strecke außer Betrieb) | 43.13                   | Gardner Mine Spur                  | Gardner Mine Spur                  |
| Strecke (außer Betrieb) · Abzweig geradeaus und nach links (Strecke außer Betrieb) | 43.14                   | Spitzkehre Nr. 2                   | Spitzkehre Nr. 2                   |
| Strecke (außer Betrieb) · Abzweig geradeaus und nach links (Strecke außer Betrieb) | 43.14                   | California Mine Spur               | California Mine Spur               |
| Strecke (außer Betrieb) · Haltepunkt / Haltestelle (Strecke außer Betrieb) | 44.14                   | Topeka Mine                        | Topeka Mine                        |
| Strecke (außer Betrieb) · Haltepunkt / Haltestelle Streckenende (Strecke außer Betrieb) | 44.23                   | End of Quartz Hill Branch          | End of Quartz Hill Branch          |
| Abzweig geradeaus und nach links (Strecke außer Betrieb) | 42.17                   | Leavenworth Siding                 | Leavenworth Siding                 |
| Abzweig geradeaus und nach links (Strecke außer Betrieb) | 42.92                   | Wautoga Ore Tracks                 | Wautoga Ore Tracks                 |
| Abzweig geradeaus und nach links (Strecke außer Betrieb) | 42.96                   | Wautoga Coal Tracks                | Wautoga Coal Tracks                |
| Abzweig geradeaus und nach links (Strecke außer Betrieb) | 43.09                   | Russell Spur                       | Russell Spur                       |
| Abzweig geradeaus und nach links (Strecke außer Betrieb) | 43.17                   | Old Town Spur                      | Old Town Spur                      |
| Abzweig geradeaus und nach links (Strecke außer Betrieb) · Strecke quer (außer Betrieb) · Strecke von rechts (außer Betrieb) | 43.26                   | Saratoga Branch Conn.              | Saratoga Branch Conn.              |
| Strecke (außer Betrieb) · Abzweig geradeaus und nach links (Strecke außer Betrieb) | 43.44                   | Old Town Spur No. 2                | Old Town Spur No. 2                |
| Strecke (außer Betrieb) · Abzweig geradeaus und nach links (Strecke außer Betrieb) | 43.90                   | Twoton Spur                        | Twoton Spur                        |
| Strecke (außer Betrieb) · Abzweig geradeaus und nach links (Strecke außer Betrieb) | 43.93                   | Searles Spur                       | Searles Spur                       |
| Strecke (außer Betrieb) · Abzweig geradeaus und nach links (Strecke außer Betrieb) | 44.26                   | Waltham Spur                       | Waltham Spur                       |
| Strecke (außer Betrieb) · Bahnhof (Strecke außer Betrieb) | 44.45                   | Saratoga Siding No. 1              | Saratoga Siding No. 1              |
| Strecke (außer Betrieb) · Bahnhof (Strecke außer Betrieb) | 44.52                   | Saratoga Siding No. 2              | Saratoga Siding No. 2              |
| Strecke (außer Betrieb) · Abzweig geradeaus und nach links (Strecke außer Betrieb) | 44.52                   | Stub Spur                          | Stub Spur                          |
| Strecke (außer Betrieb) · Haltepunkt / Haltestelle Streckenende (Strecke außer Betrieb) | 44.54                   | End of Saratoga Branch             | End of Saratoga Branch             |
| Abzweig geradeaus und nach links (Strecke außer Betrieb) | 43.85                   | Red Cloud Branch Conn.             | Red Cloud Branch Conn.             |
| Abzweig geradeaus und nach links (Strecke außer Betrieb) | 44.35                   | Frontenac                          | Frontenac                          |
| Haltepunkt / Haltestelle Streckenende (Strecke außer Betrieb) | 44.45                   | Ende der Strecke                   | Ende der Strecke                   |

Die Gilpin Tramway war eine von 1887 bis 1917 betriebene 42,58 Kilometer lange Schmalspur-Grubenbahn mit einer Spurweite von 2 Fuß (610 mm) bei Black Hawk und Central City im Gilpin County des US-Bundesstaats Colorado.

## Geschichte
John H. Gregory ließ im April 1859 im Clear Creek bei Golden nach Gold suchen. Nachdem seine Prospektoren Goldflakes gefunden hatten, folgten sie dem nördlichen Arm des Clear Creek bis zum heutigen Forks. Gregory fand große Mengen Goldstaub in der Schlucht oberhalb von Black Hawk, die nach ihm heute Gregory Gulch genannt wurde. Dort wurde die Gregory Lode gefunden. 
Die Nachricht über den Fund verbreitete sich schnell. Bereits im September 1859 hatten sich 900 Goldsucher in Blockhütten und Zelten in dem Tal angesiedelt. Im Sommer 1860 waren sechzig Erzmühlen und dreißig Arrastra genannte einfache Mahlwerke in Betrieb und die Bevölkerung war auf 15.000 angewachsen. Bald waren zahlreiche Bergbau-Camps entstanden, darunter Black Hawk, Central City, Nevadaville, Russell Gulch und Apex.
Mitte der 1860er Jahre war das gediegene Gold abgebaut worden und die Goldsucher im Gilpin County hatten harte Zeiten. Eine bessere Verarbeitungstechnologie beim Mahlen und eine Möglichkeit, das Erz von Mine zu Mühle und Mühle und von dort zu den Märkten zu transportieren, wurden benötigt. Die neue Verarbeitungstechnologie wurde mit der ersten Schmelzhütte, die 1865 in Black Hawk errichtet wurde, eingeführt. Bezüglich des Transportes wurde die schmalspurige Colorado Central Railroad (CCRR) mit einer Spurweite von 3 Fuß (914 mm) errichtet. Die CCRR wurde 1870 gegründet, die Bauarbeiten begannen im September 1871. Die Strecke führte von Golden dem Clear Creek entlang bis nach Forks, wo sie sich gabelte, wobei eine Zweigstrecke nach Black Hawk führte. Der erste Zug erreichte Black Hawk am 15. Dezember 1873. Die Mahlwerke konnten ab diesem Zeitpunkt ihre Produkte nach Denver und von dort in andere Städte bringen. 1878 wurde eine sechs Kilometer lange Strecke von Black Hawk in die in der Luftlinie nur 1,6 km entfernte Central City gebaut, und der erste Zug kam am 21. Mai 1878 dort an.

## Gilpin Tramway Company

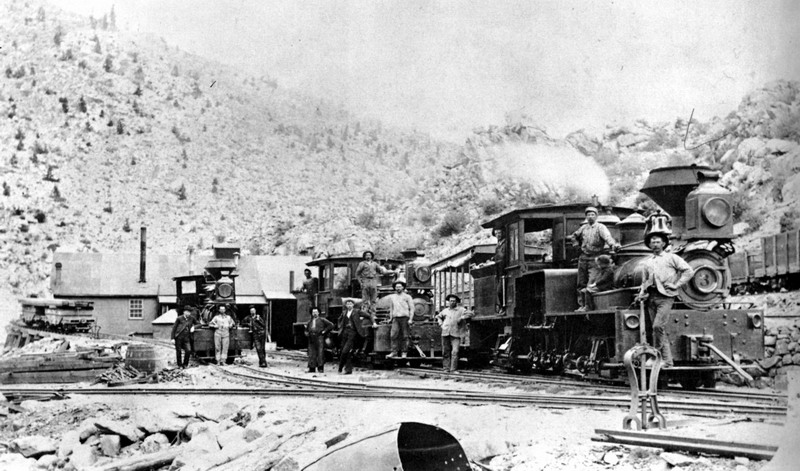
Am Lokomotivschuppen

Es war aber weiterhin gefährlich und aufwendig, das goldhaltige Quarzerz von den Bergwerken in Pferdewagen zu den Mahlwerken in Central City und Black Hawk zu bringen. Im Sommer 1886 taten sich deshalb die fünf Bergleute Henry C. Bolsinger, Bradford Locke, Robert A. Campbell, Andrew W. Rogers und Henry J. Hawley zusammen, um das Problem zu lösen. Sie gründeten am 29. Juli 1886 in Central City die Gilpin Tramway Company. Das Unternehmensziel war es, eine Schmalspurbahn mit einer Spurweite von 2 Fuß (610 mm) zu bauen, um Erz von den Minen oberhalb von Black Hawk zu den Mahlwerken zu transportieren.

## Bau der 2-Fuß-Schmalspurbahn

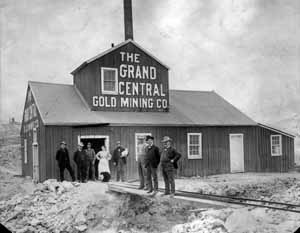
The Grand Central Gold Mining Co

Die Nivellierung der Trasse wurde im Mai 1887 begonnen. Eine Fachwerkscheune wurde oberhalb von Black Hawk als Lokschuppen genutzt. Die ersten Schienen wurden am 1. Juli 1887 verlegt. Die Shay-Lokomotive Nr. 1 wurde am 26. August 1887 geliefert und unternahm ihre erste Fahrt am 1. September 1887.  Es gab sogar einen Personenzug für die Einwohner von Central City, von wo die Schmalspurbahn ab dem 29. September 1887 den Eureka Gulch überquerte und bis nach Black Hawk führte.
Die Trasse führte in den Clear Creek hinunter und von dort am Rand des Hügels entlang aufwärts bis in den Gregory Gulch. Die maximale Steigung betrug sechs Prozent mit mehreren Kurven mit einem Radius von 50 Fuß (15 m). Die Trasse führte weiter über Central City. Von dort ging es weiter nach Nevadaville, Quartz Hill und Russel Gulch.
Ein großer Teil der durch den Gilpin Tramway gewonnenen Höhe wurde durch die Verwendung von Spitzkehren erreicht. Die Schmalspurbahn hatte mehr Spitzkehren als jede andere amerikanische Eisenbahn. An einer Stelle wurden sieben Spitzkehren benutzt, um eine einzige Mine zu erreichen.

## Gegner

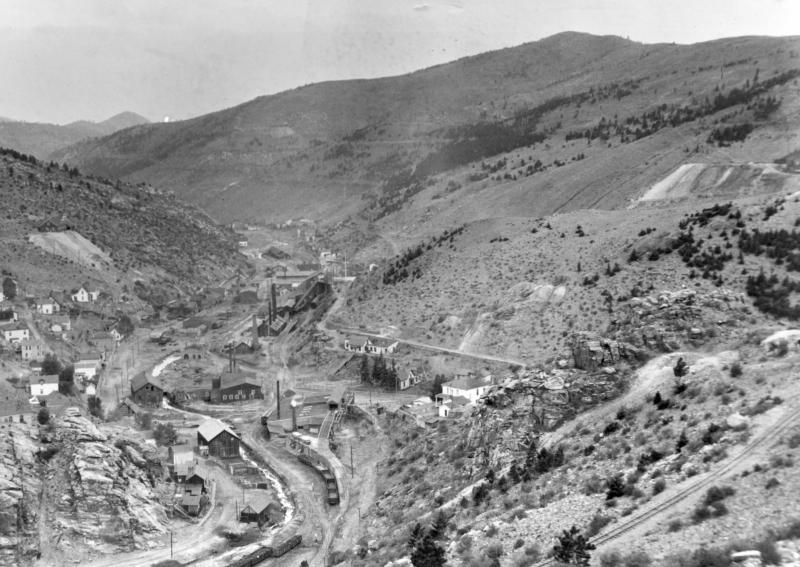
5 Kohlewagen der C&S unter den Erzbunkern und 2 Erzwagen der Gilpin Tram auf der darüberliegenden Brücke

Die Eisenbahn war nicht ohne ihre Gegner. Die Gilpin Tramway stand in direkter Konkurrenz zu den verschiedenen Fuhrunternehmern. Die Colorado Central hatte genehmigt, eine Dreischienengleis durch Black Hawk zu verlegen, um es der Gilpin Tramway zu ermöglichen, verschiedene Mahlwerke und Hütten zu erreichen. Der Bürgermeister William Fick, der ein gutes Verhältnis zu vielen der Fuhrleute hatte, kämpfte darum, die Gilpin Tramway davon abzuhalten, durch 'seine' Stadt zu kommen. Das Dreischienengleis wurde nach verschiedenen Rechtsstreitigkeiten im Dezember 1887 verlegt. Aber im April 1888 untersagte der Bürgermeister in Begleitung des Marschalls den Arbeitern, weitere dritte Schienen zu verlegen und forderte sie auf, bereits vorhandene Gleise zu entfernen. Fick erklärte, dass die Schmalspurbahn die Fuhrleute arbeitslos mache, was eine große Katastrophe für die Stadt sei. Aber nach einer Zahlung von 450 $ an die Stadt Gilpin wurde dem Bürgermeister geraten, seinen verlorenen Kampf zu beenden, und keins der Gleise wurde entfernt.

## Tourismus
Erz und Vorräte waren nicht die einzigen Güter, die auf der Gilpin Tramway transportiert wurden. Am 23. Mai 1888 erhielt die Straßenbahn sechs neue Ausflugs-Personenwagen. Wie bei vielen anderen Eisenbahnen im Westen der Vereinigten Staaten, bot der Touristenverkehr eine gute Ergänzung des Transportaufkommens. Ausflüge fanden jeden Sommer statt. Eine Hin- und Rückfahrt von Black Hawk mit Mittagessen kostete 75 Cent. Eine kombinierte Reise auf dem Colorado Central von Denver kostete 2,40 $.

## Streckenverlängerungen

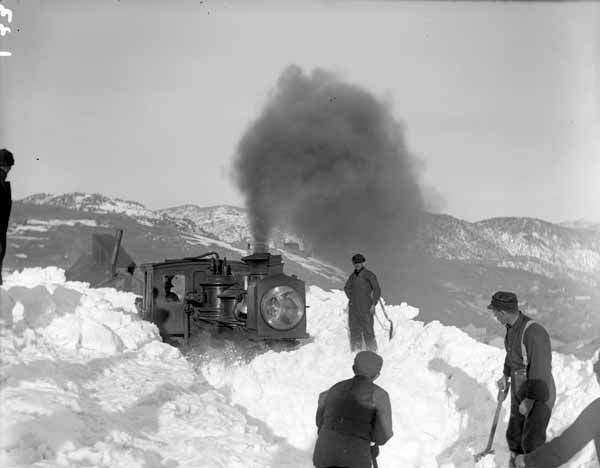
Shay-Loomotive beim Schneeräumen

Während des ganzen Jahres 1888 wurden Zweigstrecken zu weiteren Bergwerken und Mahlwerken verlegt, so dass das Streckennetz im Winter des Jahres 1888 bereits eine Gesamtlänge von 25 Kilometern (15,5 Meilen) hatte. Als der Winter kam, gab es eine neue Herausforderung. Das Erz kam aus nassem Boden, und im Winter hatte es die Tendenz, in den Eisenbahnwagen fest zu frieren, bevor es an die Mahlwerke geliefert wurde. Dieses Problem wurde mit einer einzigartigen Lösung gelöst: In der Nähe des Lokschuppens wurde ein mit auf der gesamten Länge mit Gleisen versehener Aufwärmschuppen gebaut. Dampfrohre und -öfen wärmten das Gebäude  und hielten das Erz warm und trocken.

## Verkauf an die Colorado and Southern Railway

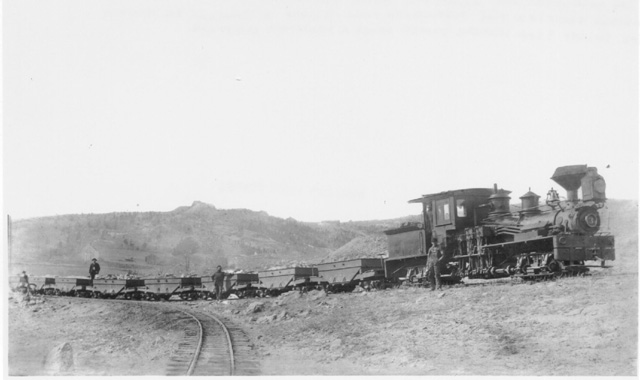
Abzweigung zum Quartz Hill

Der Verkehr wuchs in den 1890er-Jahren weiter, und drei weitere Shays wurden beschafft. Es gab gelegentlich Unfälle, bei denen Lokomotiven bzw. Wagen entgleisten und umkippten. Um 1900 ersetzten neue Shays die alten.
Im Januar 1899 wurde die Colorado Central Railroad (damals im Besitz der bankrotten Union Pacific Railroad) von der Colorado and Southern Railway (C & S) übernommen. Die Gilpin Tramway hatte zu Beginn des 20. Jahrhunderts einen attraktiven Gewinn erzielt, und so zog die C & S 1905 deren Übernahme in Erwägung. Am 27. Juni 1906 wurde die Gilpin Tramway an die Colorado and Southern verkauft.

## Stilllegung der Schmalspurbahn
1910 hatte das Streckennetz der Gilpin Tramway seine größte Länge mit 42,58 Kilometer (26,46 Meilen) einschließlich Zweigstrecken und Abstellgleisen. Die C & S hat die Gilpin Tramway auf dem Höhepunkt ihrer Rentabilität gekauft. Die Gewinnmargen für den Gold-Bergbau waren danach sowohl aufgrund höherer Kosten für die Gewinnung des Goldes als auch aufgrund staatlicher Festpreise auf dem Goldmarkt rückläufig. Daher war das Verkehrsaufkommen rückläufig.
Durch die Weiterentwicklung im Bergbau wurden die Bergwerke immer tiefer, so dass das Abpumpen von Wasser unter Tage ein zunehmendes Problem wurde. Nachdem neue Bohrtechniken eingeführt worden waren, konnten horizontale Transporttunnel von Idaho Springs aus gebaut werden, von denen aus die unteren Ebenen vieler Bergwerke im Gilpin County erreicht werden konnten, um das lästige Wasser abzulassen und das Erz zu fördern. Der Newhouse Tunnel von Idaho Springs, war der erste und wichtigste, der die Bergwerke erreichte.
Während 1913 noch ein Gewinn von 10.238 $ verzeichnet wurde, machte die Schmalspurbahn 1914 bereits 9.750 $ Verlust. Der Trend setzte sich 1915 fort, als die Schmalspurbahn 10.437 $ Verlust machte. Nachdem die Gilpin Tramway in die roten Zahlen geraten war, fuhr der letzte Zug am 17. Januar 1917. Die Eisenbahn wurde kurz darauf im Juni 1917 für die  Verschrottung verkauft. 

## Lokomotiven
| Nummer | Foto                    | Hersteller            | Typ       | Baujahr       | Werksnummer | Bemerkungen                                                                     |
| ------ | ----------------------- | --------------------- | --------- | ------------- | ----------- | ------------------------------------------------------------------------------- |
| 1      | Shay Nr. 1, Gilpin      | Lima Locomotive Works | 10 t Shay | August 1887   | 181         | 1905 als deren Nr. 1 an Silver City, Pinos Altos and Mogollon Railroad verkauft |
| 2      | Shay Nr. 2, Russell     | Lima Locomotive Works | 12 t Shay | Februar 1888  | 199         | 1905 als deren Nr. 2 an Silver City, Pinos Altos and Mogollon Railroad verkauft |
| 3      | Shay Nr. 3, Quartz Hill | Lima Locomotive Works | 15 t Shay | Dezember 1889 | 264         | 1897 am Prosser Gulch entgleist. 1938 verschrottet.                             |
| 4      | Shay Nr. 4              | Lima Locomotive Works | 17 t Shay | Januar 1900   | 594         | 1938 verschrottet                                                               |
| 5      | Shay Nr. 5              | Lima Locomotive Works | 18 t Shay | April 1902    | 696         | 1938 verschrottet                                                               |

## Wagen
| Nummer         | Foto                                        | Hersteller                    | Typ              | Baujahr | Länge               | Bemerkungen |
| -------------- | ------------------------------------------- | ----------------------------- | ---------------- | ------- | ------------------- | --- |
| 1–5            | Arbeitszug mit Flachwagen                   |                               | Flachwagen       | 1888    | 17 ft (5,20 m)      | Nr. 3 wurde in Kohlenwagen Nr. 14 umgebaut |
| 6–13           |                                             |                               | Kohlenwagen      | 1888    | 17 ft               | |
| 14–17          |                                             |                               | Kohlenwagen      |         | 17 ft               | |
| 18–37          | Erste Generation mit Verschlussstangen      | Lima Locomotive Works         | Erzwagen         | 1887    | 17 ft 7 in (5,36 m) | Ursprünglich 1⁄2 Cord (1,8 m³) Ladevolumen umgebaut auf 3⁄4 Cord (2,7 m³) |
| 38–87          | Neuer Erzwagen in den Lima Locomotive Works | Lima Locomotive Works         | Erzwagen         | 1888    | 17 ft 7 in          | 1 Cord (3,6 m³) Ladevolumen |
| 88–155         | Trickfoto mit demselben Mann an 3 Stellen   | Lima Locomotive Works         | Erzwagen         | 1889    | 17 ft 7 in          | 1 Cord Ladevolumen |
| 300            |                                             | Gilpin                        | Wasser-Tankwagen |         | 23 ft (7,0 m)       | 2,200 US-Gallonen (8.300 l) Fassungsvermögen |
| Erste Nr. 400  | Caboose Nr. 400                             | Gilpin                        | Caboose          | 1904    | 13 ft 2 in (4,01 m) | 1912 zerstört |
| Zweite Nr. 400 |                                             | Colorado and Southern Railway | Caboose          | 1912    | 14 ft 2 in (4,32 m) | |
| 401            |                                             | Colorado and Southern Railway | Caboose          | 1913    | 14 ft 2 in          | |
| 500–505        | Ausflugswagen                               |                               | Ausflugswagen    | 1888    | 21 ft (6,40 m)      | Einer davon in Flachwagen zweite Nr. 4 umgebaut; einer 1906 in Schienen- und Kesselwagen Nr. 01 umgebaut; einer 1913 für Teile von Caboose Nr. 401 wiederverwendet; der letzte mit Nr. 500 wurde 1915 als Nr. 1 umnummeriert |

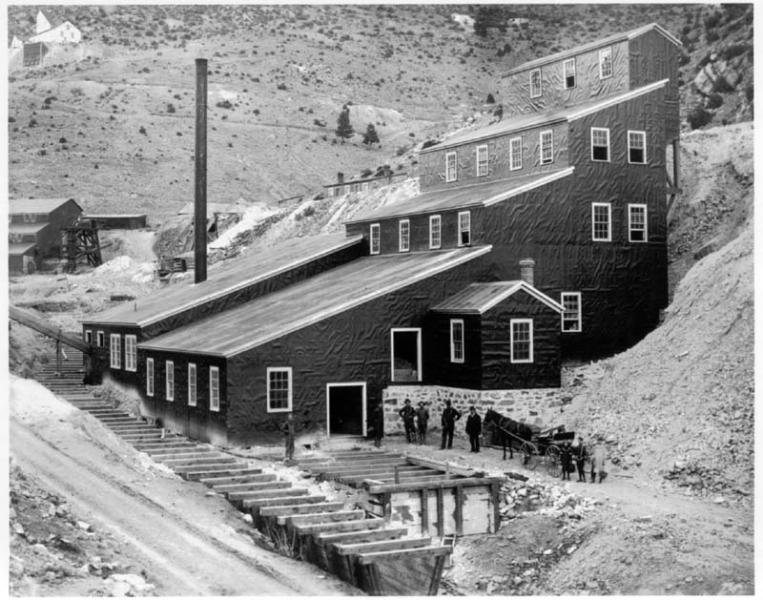
Oliver Mill im Chase Gulch
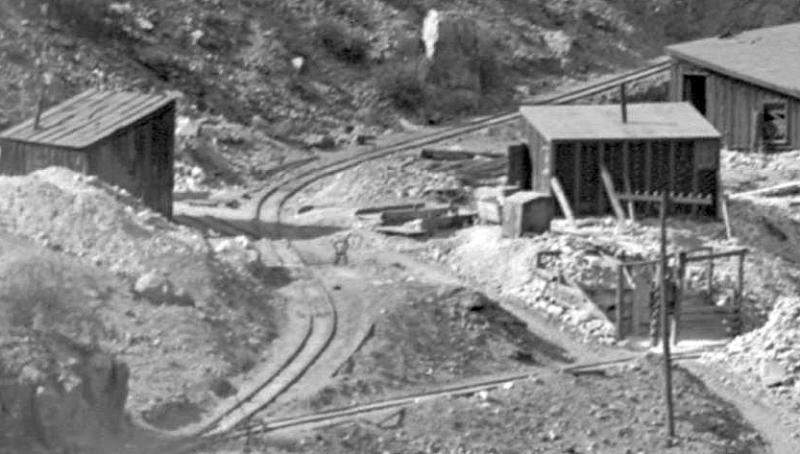
Spitzkehre an der Midas Mill
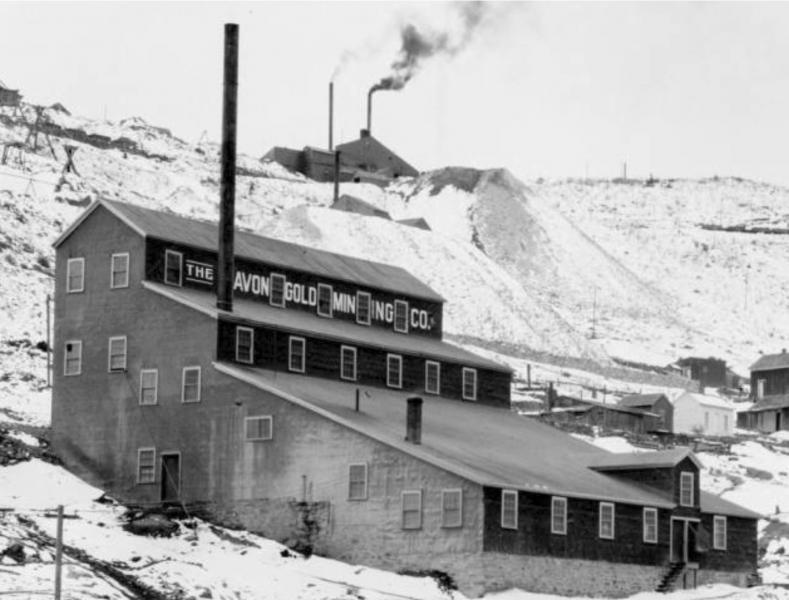
The Avon Gold Mining Co
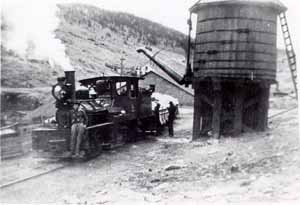
Wasserturm am Eureka Gulch
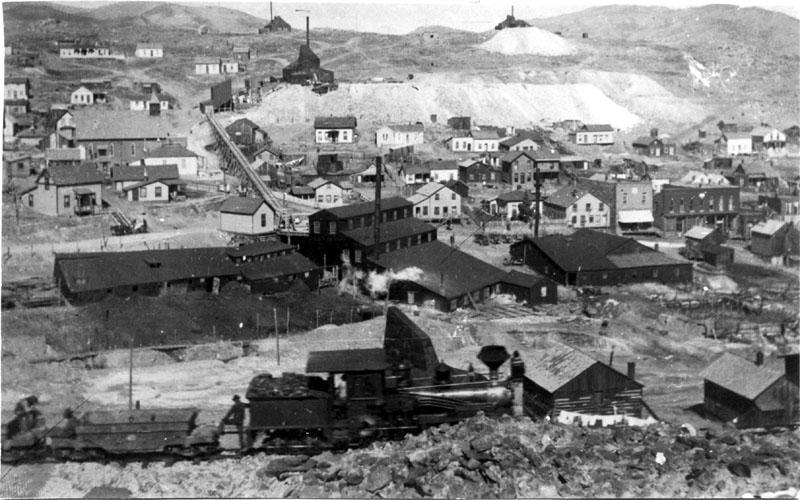
Nedaville am Quartz Hill
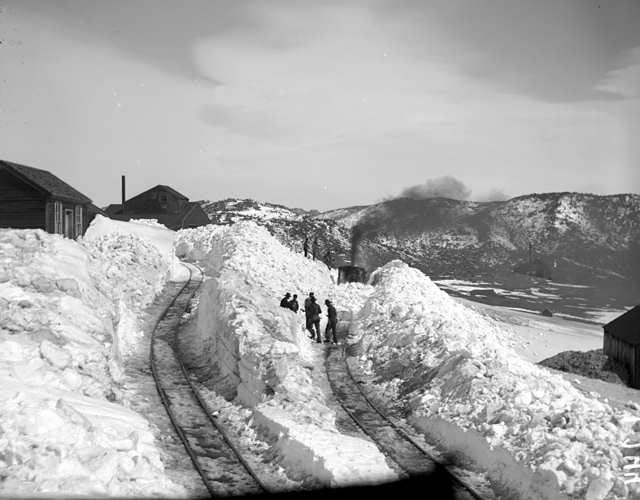
Spizkehren-Zweigstrecke zu Concrete Mine
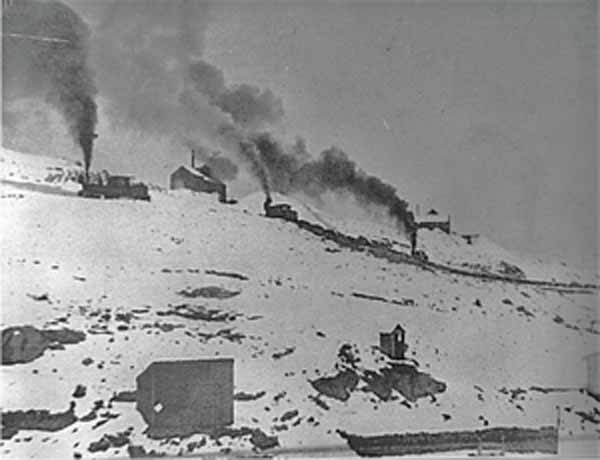
Winnebago Hill mit drei Shay-Lokomotiven
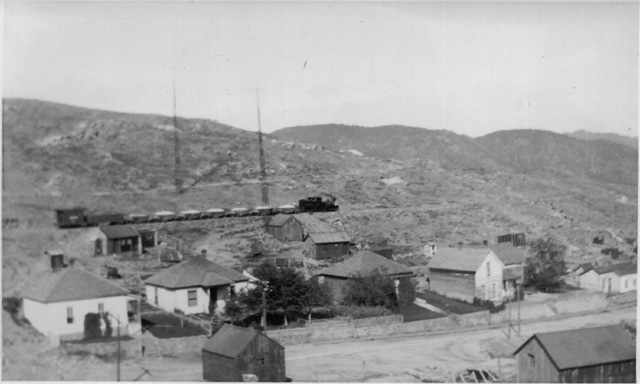
Zug mit 7 Wagen, Caboose und Tankwagen am Winnebago Hill

## Weblinks

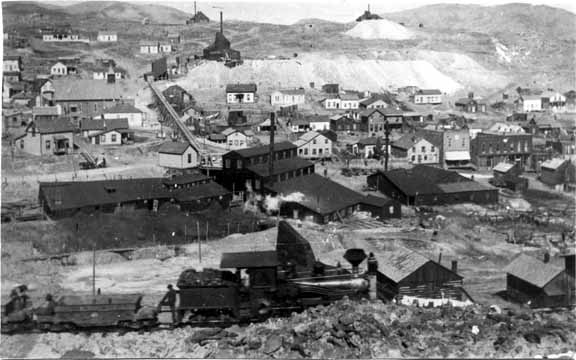
Shay Nr. 3 auf der Strecke von Kansas nach Gold Coin mit Hubert Mine der Vendome Mining Co im Hintergrund